# Walther Jaensch

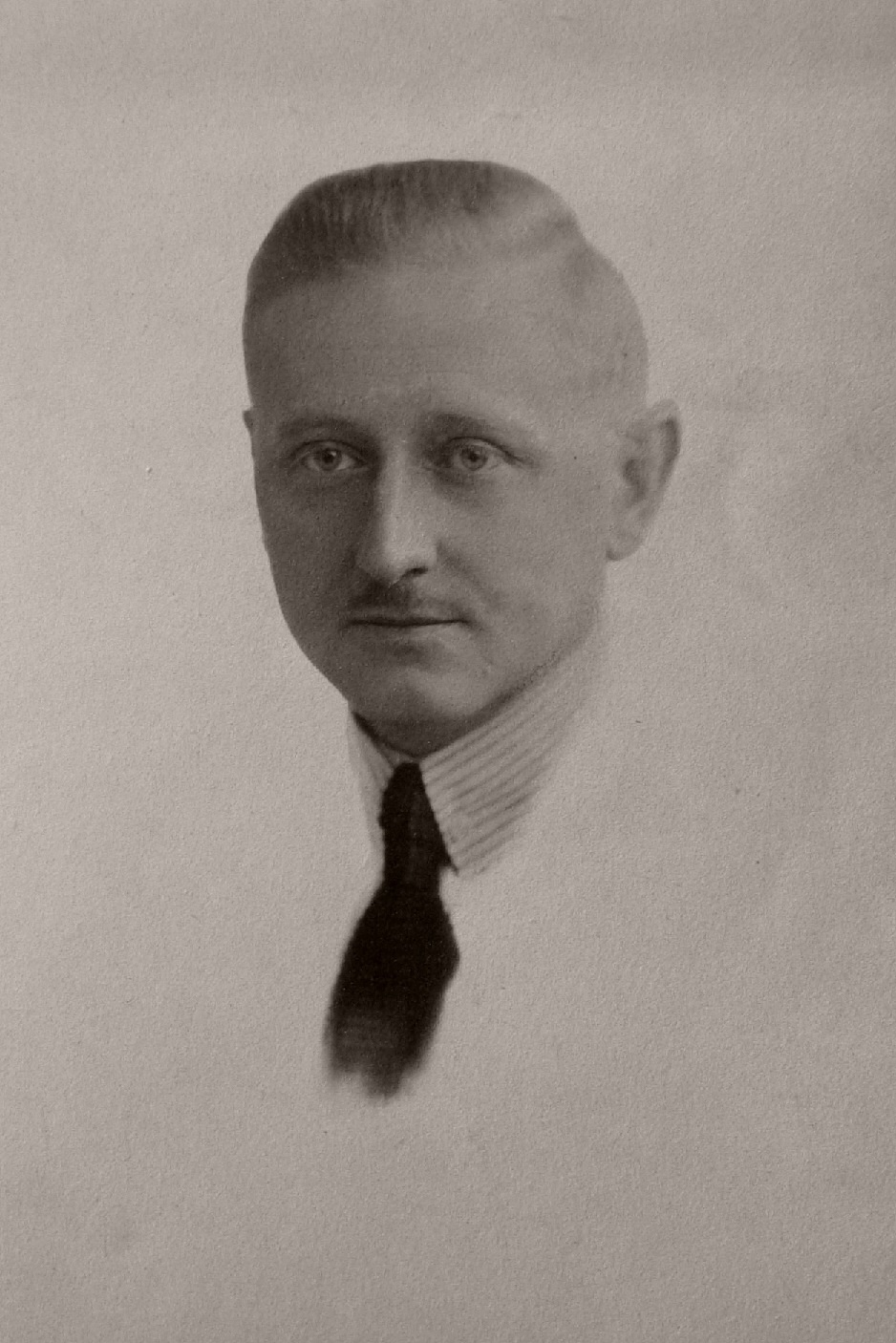
Walther Jaensch (1930)

Walther Rudolf Jaensch (* 5. April 1889 in Breslau; † 3. April 1950 in Berlin) war ein deutscher Anthropologe, Psychologe und Sportmediziner.

## Bedeutung
Nach dem Ersten Weltkrieg wurde weltweit zunehmend die Struktur und das Verhalten der menschlichen Gemeinschaft im Hinblick auf zu ergreifende Gesundheits-, Sozial- und Bevölkerungsmaßnahmen erforscht – in Deutschland häufig aus völkischen Motiven. So wurden wissenschaftliche Grundlagen und die Methodik ihrer Umsetzung entwickelt. Adolf Hitler nutzte die Erkenntnisse, um sein nationalsozialistisches Weltbild zu verwirklichen, ab 1933 häufig unter Einbindung von Wissenschaftlern. In diesem Zusammenhang sind besonders die Gebiete Eugenetik und Konstitution zu nennen, in denen Jaensch gearbeitet hat und die zur Rassenhygiene verkamen.

## Leben und Wirken
Als Sohn eines Breslauer Arztes studierte Jaensch zunächst an der Schlesischen Friedrich-Wilhelms-Universität Medizin. Er wurde 1908 im Corps Borussia Breslau aktiv und bewährte sich als Subsenior, Consenior und Fuchsmajor. Als Inaktiver wechselte er an die Friedrichs-Universität Halle und die Ludwig-Maximilians-Universität München. 1914 bestand er das Staatsexamen.
Im Ersten Weltkrieg war er Unterarzt an der Kriegsfront. Er wurde verwundet und mit dem Eisernen Kreuz II. und I. Klasse ausgezeichnet. Nach dem Krieg arbeitete er ab 1919 an der Philipps-Universität Marburg als Volontärarzt bei Professor Gustav von Bergmann. 1920 wurde er in Marburg zum Dr. med. promoviert. In jener Zeit half er dem Corps Rhenania Straßburg in Marburg Fuß zu fassen. Dafür erhielt er 1920 das Band. Er arbeitete an dem von seinem Bruder Erich Rudolf Jaensch geleiteten Psychologischen Institut und machte sich einen Namen in der Experimentalpsychologie. Die Brüder forschten auf den neuen Gebieten Sinnesgedächtnis und Psychonaturalismus. Anschließend arbeitete er an der Johann Wolfgang Goethe-Universität Frankfurt am Main zur Leistungsfähigkeit Leichtgestörter. In Frankfurt habilitierte er sich für Innere Medizin, Konstitutions- und Vererbungsbiologie. Jaensch war Stipendiat der Rockefeller-Stiftung auf dem Gebiet der Erbbiologie.
1927 wechselte Jaensch an die Charité, wo er das Psychophysiologische Laboratorium leitete. Die eine neue Abteilung war zugleich eine Beratungsstelle für körperlich-geistige Entwicklungsstörungen und wurde gefördert durch private Stiftungen und die Rockefeller-Stiftung. 1929 ließ er sich als Facharzt für Innere Medizin und korrigierende Konstitutionstherapie entwicklungsgestörter Kinder nieder. Er durfte auch die Bezeichnung Sportarzt führen. Ab 1931 war er nebenamtlich Dozent für Biopsychologie und Sportmediziner an der Deutschen Hochschule für Leibesübungen in Berlin-Grunewald. 1932 wurde er Leiter des privaten Instituts für Konstitutionsforschung und Poliklinik für Konstitutionsmedizin an der Charité.
Zum 1. April 1933 trat er der NSDAP bei (Mitgliedsnummer 1.597.392). Im selben Jahr erhielt er einen Lehrauftrag an der Charité und 1934 den Titel eines nichtbeamteten a.o. Professors. 1936 wirkte er beim II. Internationalen Sportärztekongress mit einem rassepolitischen Beitrag mit. 1940 wurde Jaensch Direktor des Universitätsinstitut und Poliklinik für Konstitutionsmedizin der Charité, nachdem diese Einrichtung ganzheitlicher Medizin zunächst seit 1932 von ihm mit Unterstützung des Nationalsozialistischen Deutschen Dozentenbundes privat betrieben und 1940 verstaatlicht worden war. Deshalb wurde Jaensch 1940 vom Kriegsdienst freigestellt, nachdem er die ersten Kriegsjahre an der Front als Militärarzt verbracht hatte. Seine wissenschaftlichen Leistungen galten bei den Kollegen und der Klinikleitung (Max de Crinis) als zweifelhaft. Jaensch führte Untersuchungen mit einem Autotonographen (Blutdruckschreiber) durch. Er saß im Beirat der Deutschen Gesellschaft für Konstitutionsforschung.
Jaensch trat am 1. Februar 1933 dem Nationalsozialistischen Lehrerbund und zwei Monate später der Nationalsozialistischen Deutschen Arbeiterpartei bei. Im November 1933 unterzeichnete er das Bekenntnis der Professoren an den deutschen Universitäten und Hochschulen zu Adolf Hitler. Im März 1936 absolvierte er eine Übung als Oberarzt d. Res. in Potsdam bei der Allgemeinen SS, in der er Oberscharführer (SS-Nummer 219.156) wurde und zuletzt den Rang eines Hauptsturmführers (Oberstabsarzt) im Ausbildungsstab des SS-Hauptamtes zur Sanitätsausbildung innehatte. Für zweieinhalb Jahre war Jaensch stv. Führer der NS-Dozentenschaft an der Friedrich-Wilhelms-Universität zu Berlin.
1944 heiratete Jaensch Friedel Krockow trotz einer ungünstigen Erbbegutachtung durch die SS. Nach Kriegsende wurde er durch die Sowjetische Militäradministration in Deutschland in Haft genommen und in mehreren Speziallagern bei Berlin gefangen gehalten. Sieben Wochen nach seiner Entlassung 1950 starb Jaensch an Thrombosefolgen, Herzmuskelschwäche und Lungenembolie in seiner Wohnung in Alt-Moabit 136. In der Sowjetischen Besatzungszone waren seine Schrift Körperform, Wesensart und Rasse (Thieme, Leipzig 1934), das von ihm mit Mitarbeitern verfasste Körperformung, Rasse, Seele und Leibesübungen (Metzner, Berlin 1936) sowie das von ihm herausgegebene Konstitutions- und Erbbiologie in der Praxis der Medizin (Barth, Leipzig 1934) auf die Liste der auszusondernden Literatur gesetzt.

## Schriften
- Grundzüge einer Physiologie und Klinik der psycho-physischen Persönlichkeit: Ein Beitrag zur funktionellen Diagnostik, Julius Springer, Berlin 1926.
- Klinische Rassenhygiene und Eugenik, Berlin: R. Schoetz, 1934.
- (Hg.): Konstitutions- und Erbbiologie in der Praxis der Medizin. Vorträge eines internationalen Fortbildungskurses in der Berliner Akademie für ärztliche Fortbildung im Frühjahr 1934. Leipzig 1934.
- Körperformung, Rasse, Seele und Leibesübungen, 3 Auflagen 1936.